# IFNA2
IFNA2 (англ. Interferon alpha 2) — білок, який кодується однойменним геном, розташованим у людей на короткому плечі 9-ї хромосоми. Довжина поліпептидного ланцюга білка становить 188 амінокислот, а молекулярна маса — 21 550. 
Кодований геном білок за функцією належить до цитокінів.
Задіяний у такому біологічному процесі, як противірусний захист.
Секретований назовні.

## Родина білків
Людський інтерферон альфа-2 (IFNα2) є цитокіном, що належить до сімейства інтерферонів типу I. IFNα2 — це білок, який секретується клітинамими, інфікованими вірусом, і діє на інші клітини, щоб пригнічувати вірусну інфекцію. Перший опис IFN як клітинного агента, що перешкоджає реплікації вірусу, було зроблено Аліком Айзексом і Жаном Лінденманном у 1957 році. Історія цього відкриття була нещодавно розглянута. Існує 3 типи IFN: інтерферон типу I, інтерферон типу II та інтерферон типу III. IFN типу II, також відомий як IFNG, виробляється специфічними клітинами імунної системи. На відміну від IFN типу I та типу III, IFNG відіграє лише помірну роль у прямому обмеженні вірусних інфекцій. ІФН типу I та типу III діють подібно. Однак дія IFN типу III, також відомого як IFNλ, обмежена епітеліальними клітинами, тоді як IFN типу I діють на всі клітини організму.
ІФН типу I утворюють сімейство з кількох білків: у людини існує 13 підтипів α, 1 підтип β, 1 підтип ω та інші менш вивчені підтипи (κ і ε).  IFNα2 був першим підтипом, охарактеризованим на початку вісімдесятих. У результаті IFNα2 широко використовувався у фундаментальних дослідженнях для з'ясування біологічної активності, структури та механізму дії інтерферонів типу I. IFNα2 також був першим інтерфероном, виробленим промислово для використання як ліки. Таким чином, IFNα2 є найбільш відомим підтипом інтерферонів типу I. Властивості IFNα2 спільні з іншими інтерферонами типу I, хоча існують деякі відмінності.

## Ген та білок
Ген, що кодує IFNα2, ген IFNA2, групується з усіма іншими генами IFN типу I на хромосомі 9  5 і, як і всі гени IFN типу I, він позбавлений інтрона.. Відкрита рамка зчитування (кодуюча послідовність) IFNA2 кодує пре-білок із 188 амінокислот із сигнальним пептидом із 23 амінокислот, що дозволяє секрецію зрілого білка. Зрілий білок складається зі 165 амінокислот, на одну менше, ніж інші підтипи людського IFNα. Вторинна структура IFNα2 складається з п’яти α-спіралей : від А до Е, від N-кінцевого до С-кінцевого доменів. Спіралі A, B, C і E організовані у вигляді пучка з довгою петлею між спіралями A і B (петля AB) і двома дисульфідними зв’язками, які з’єднують спіраль E з петлею AB, а спіраль C – з N-кінцем.. Кілька алелів були виявлені в людській популяції.  Серед них IFNα2a та IFNα2b більш відомі під комерційною назвою Roferon-A та Intron A відповідно. Перед кодуючою послідовністю знаходиться промоторна область, яка містить послідовності, що регулюють транскрипцію гена IFNA2 в матричну РНК (мРНК). Амінокислотні послідовності IFNα2a та IFNα2b відрізняються лише в положенні 23 (лізин в IFNα2a, аргінін в IFNα2b).
| 10         |  | 20         |  | 30         |  | 40         |  | 50         |
| ---------- |  | ---------- |  | ---------- |  | ---------- |  | ---------- |
| MALTFALLVA |  | LLVLSCKSSC |  | SVGCDLPQTH |  | SLGSRRTLML |  | LAQMRKISLF |
| SCLKDRHDFG |  | FPQEEFGNQF |  | QKAETIPVLH |  | EMIQQIFNLF |  | STKDSSAAWD |
| ETLLDKFYTE |  | LYQQLNDLEA |  | CVIQGVGVTE |  | TPLMKEDSIL |  | AVRKYFQRIT |
| LYLKEKKYSP |  | CAWEVVRAEI |  | MRSFSLSTNL |  | QESLRSKE   |  |            |

A: Аланін

C: Цистеїн

D: Аспарагінова кислота

E: Глутамінова кислота

F: Фенілаланін

G: Гліцин

H: Гістидин

I: Ізолейцин

K: Лізин

L: Лейцин

M: Метіонін

N: Аспарагін

P: Пролін

Q: Глутамін

R: Аргінін

S: Серин

T: Треонін

V: Валін

W: Триптофан

## Синтез
Коли клітина інфікується вірусом, деякі його компоненти, головним чином вірусні нуклеїнові кислоти, розпізнаються спеціалізованими клітинними молекулами, такими як RIG-I, MDA5 і деякими toll-подібними рецепторами (TLR). Це розпізнавання індукує активацію специфічних серинкіназ, ферментів, які шляхом фосфорилювання активують регуляторні фактори IFN (IRF), IRF3 та IRF7. IRF3 і IRF7 самі по собі є факторами транскрипці, їякі транслокуються в ядро та активують транскрипцію генів IFN типу I і тим самим ініціюють процес, що призводить до секреції IFN інфікованими клітинами. Сигнали «небезпеки», які переносяться вірусами, були першими описаними індукторами IFN, але тепер відомо, що невірусні сигнали «небезпеки», такі як деякі типи мертвих клітин, можуть стимулювати синтез IFN типу I.

## Механізм дії
Індукований IFNα2 секретується інфікованими клітинами та діє локально, а також системно на клітини, що експресують специфічний рецептор клітинної поверхні, здатний зв’язувати IFN типу I. Рецептор IFN типу I (IFNAR) складається з двох субодиниць, IFNAR 1 та IFNAR 2, які експресуються всіма клітинами організму. Після зв’язування зі своїм рецептором  ІФН типу I активують численні клітинні фактори, які передають сигнал від клітинної поверхні в ядро.  Основний сигнальний шлях, активований ІФН типу I, складається з ряду подій:
- фосфорилювання та активація двох ферментів Janus кіназ або сімейства JAK, TYK2, який асоціюється з IFNAR1, і JAK1, асоційований з IFNAR2;
- фосфорилювання активованими JAK-кіназами ключових факторів транскрипції, а саме STAT1 і STAT2, членів сімейства сигнальних перетворювачів і активаторів транскрипції (білок STAT);
- фосфорильовані STAT1 і STAT2 зв'язуються з IRF9, утворюючи комплекс під назвою «ІФН-стимульований генний фактор 3» (ISGF3). Цей комплекс транслокується в ядрі та ініціює транскрипцію IFN-стимульованих генів (ISG).

ISG кодують білки, які модулюють клітинні функції. Після вірусної інфекції багато ISG призводять до пригнічення поширення вірусу. Деякі ISG пригнічують реплікацію вірусу в інфікованих клітинах. Інші ISG захищають сусідні неінфіковані клітини від зараження, перешкоджаючи проникненню вірусу. Відомо, що кілька сотень ISG активуються IFN типу I  і перераховані в пошуковій базі даних під назвою interferome (http://www.interferome.org/).

## Функція
Широкий спектр ISG пояснює широкий спектр біологічної активності I типу IFN. Окрім противірусної активності, ІФН типу I також пригнічують проліферацію клітин і регулюють активацію імунної системи.
ІФН типу I виявляють потужну протипухлинну дію за допомогою кількох механізмів, таких як:
- пригнічення проліферації ракових клітин
- активація імунної системи, яка може знищувати пухлинні клітини [22][23]
- підвищення протипухлинної активності інших протипухлинних засобів (променева терапія, хіміотерапія, таргетна терапія)[24][25][26]

ІФН типу I можуть мати згубний вплив під час вірусних і невірусних інфекцій (бактеріальних, паразитарних, грибкових). Частково це пояснюється здатністю IFN типу I поляризувати імунну систему до певного типу відповіді, щоб перешкоджати вірусним інфекціям.
При неправильному регулюванні продукція IFN або IFN-керована передача сигналів може призвести до аутоімунних захворювань, таких як системний червоний вовчак.

## Клінічне значення
При пероральному прийомі IFNα2 розщеплюється під дією травних ферментів і більше не є активним. Таким чином, IFNα2 в основному вводять шляхом ін'єкції, переважно підшкірної або внутрішньом’язової. Потрапляючи в кров, IFNα2 швидко виводиться нирками. Через короткий термін знаходження IFNα2 в організмі потрібно кілька ін'єкцій на тиждень. Пегільований інтерферон альфа-2а та пегільований інтерферон альфа-2b (поліетиленгліколь, пов’язаний з IFNα2) – це довготривалі препарати IFNα2, які дозволяють вводити одну ін’єкцію на тиждень.
Рекомбінантний IFNα2 (α2a і α2b) продемонстрував ефективність у лікуванні пацієнтів з деякими вірусними інфекціями (такими як хронічний вірусний гепатит B і гепатит C) або деякими видами раку (меланома, нирково-клітинний рак і різні гемобластози).  Тим не менш, пацієнти, які отримують терапію IFNα2, страждають від побічних дій, які часто вимагають зменшення дози або навіть припинення лікування. Ці побічні дії включають грипоподібні симптоми, такі як озноб, лихоманка, біль у суглобах і м’язах, депресія з суїцидальними думками та зменшення кількості клітин крові. Таким чином, IFNα2 був поступово замінений препаратами, які краще переносяться, такими як противірусні засоби або цільова протипухлинна терапія. Хронічний вірусний гепатит С є основним показанням, для якого IFNα2 залишається широко використовуваним. Тим не менше, є все більше доказів того, що ендогенні ІФН типу I відіграють роль в індукції імунної противірусної відповіді та що вони можуть посилити протипухлинну активність хіміотерапії, променевої терапії та деяких таргетних терапій. Тому важливою майбутньою метою для вчених є модифікація IFNα2, щоб отримати активну молекулу для використання в лікуванні, яка не має побічних дій. Анекдотичні дані свідчать про те, що інтерферон альфа 2b є ефективним противірусним засобом для лікування COVID-19.
Шаблон:PDB Gallery